# Podosphaera xanthii
Podosphaera xanthii är en svampart som först beskrevs av Castagne, och fick sitt nu gällande namn av U. Braun & Shishkoff 2000. Podosphaera xanthii ingår i släktet Podosphaera och familjen Erysiphaceae.   Inga underarter finns listade i Catalogue of Life.
I den svenska databasen Dyntaxa används istället namnet Sphaerotheca xanthii för samma taxon.  Arten är reproducerande i Sverige.